# Ralf Busch (Physiker)
Ralf Busch (* 6. April 1963 in Bad Gandersheim) ist ein deutscher Physiker mit Schwerpunkt in den Materialwissenschaften. Er arbeitet insbesondere auf dem Gebiet der Metallischen Massivgläser.
Ralf Busch begann nach dem Abitur 1983 ein Studium der Physik an der Georg-August-Universität Göttingen. Er promovierte 1992 in Göttingen mit einer Arbeit über „Analytische Feldionenmikroskopie der Reaktion in Zr-Co Doppelschichten“. 1993 ging er als Feodor-Lynen-Stipendiat der Alexander-von-Humboldt-Stiftung an das California Institute of Technology in Pasadena (USA). Dort begann er auf dem Gebiet der Metallischen Massivgläser (Bulk Metallic Glasses) zu arbeiten. Im Jahre 1999 übernahm er eine Assistenzprofessur für Materials Science im Department of Mechanical Engineering an der Oregon State University und wurde dort 2004 Associate Professor. Er nahm 2005 eine Professur für Metallische Werkstoffe an der Universität des Saarlandes an.